# Гладун Вадим Іванович
Вадим Іванович Гладун (21 квітня 1937 , Київ  — 5 березня 2024 ) — радянський баскетболіст, чемпіон Європи. Заслужений майстер спорту СРСР (1967). Заслужений тренер Української РСР (1987).

## Біографія
Народився 21 квітня 1937 року в селі Западинка Київської області (нині — мікрорайон Києва). Вихованець Володимира Заморського. Закінчив Київський ДІФК.
Гладун розпочав кар'єру в київському «Спартаку». Після «Спартака» пішов грати в київський «СКІФ» (згодом «Будівельник»). З «Будівником» він тричі став другим на чемпіонаті Радянського Союзу в 1963, 1965, 1966 роках і тричі третім у 1962, 1964 і 1970 роках. У 1969 році Гладун програв фінал Кубка СРСР. Зі збірною Української РСР став переможцем Спартакіади народів СРСР 1967 року, а зі збірною СРСР виграв бронзову медаль на чемпіонаті світу 1963 року та золоту медаль на чемпіонаті Європи 1963 року, а також був переможцем Світових Універсіад (1959, 1961).
Після завершення кар'єри очолював київський клуб «Будівельник» (1974—1978) та привів його до срібних медалей чемпіонату країни 1976/77. Був державним тренером Спорткомітету Української РСР на початку 1980-х.
З 1978 року працював викладачем Київського спортивного ліцею-інтернату. Серед його вихованців — олімпійський чемпіон Валерій Гоборов .
Помер 5 березня 2024 року у віці 86 років після серцевого нападу .